# Nadia al-Sakkaf
Nadia Al-Sakkaf, née le 8 mars 1977 au Yémen, est une journaliste et femme politique yéménite. Elle est rédactrice en chef du Yemen Times de 2005 à 2014, avant de devenir la première femme ministre de l'Information du Yémen. Elle fuit le Yémen en 2015 après le coup d'État et prépare actuellement un doctorat à l'université de Reading au Royaume-Uni.
En 2011, elle donne une conférence TED intitulée « Voir le Yémen à travers mes yeux »,.

## Jeunesse et études
Nadia Al-Sakkaf naît en mars 1978 d'Aziza et Abdulaziz Al-Saqqaf (en). Son père est maître de conférences en économie à l'université de Sanaa et l'un des fondateurs de l'Organisation arabe des droits humains et du Yemen Times en 1991,. Elle a deux frères et deux sœurs.
Elle est diplômée d'un baccalauréat en génie informatique de l'Institut technologique de Birla (Inde) et d'une maîtrise universitaire ès sciences en systèmes d'information de gestion de l'université de Stirling au Royaume-Uni. Lors de ses études, elle est membre d'Amnesty International. En 2016, elle entame un doctorat à l'université de Reading.

## Carrière
Nadia Al-Sakkaf travaille comme analyste de systèmes au Arab Experts Center for Consultancy and Systems. Elle rejoint le Yemen Times en juillet 2000 en tant que traductrice et journaliste. Ce média, le premier journal de langue anglaise du pays, fut fondé par son père en 1991. Il meurt en 1999 après avoir été percuté par une voiture, bien que Nadia Al-Sakkaf et son frère estiment qu'il a été assassiné pour s'être opposé au régime du président Ali Abdullah Saleh,. Elle devient rédactrice en chef adjointe en septembre 2000.
Elle travaille pour le programme d'aide humanitaire d'Oxfam à partir de 2003. En mars 2005, elle devient la rédactrice en chef du Yemen Times. En 2011, lors du Printemps arabe au Yémen, Nadia Al-Sakkaf et son personnel participent à des manifestations exigeant la démission de Saleh et jouent un rôle important dans la médiatisation mondiale de la révolution yéménite. Elle est membre du syndicat des journalistes yéménites et du syndicat international des journalistes. Elle milite pour les droits des femmes,, recrutant des femmes journalistes afin d'équilibrer les rapports de genre au sein de son journal et écrit des articles sur les mutilations génitales féminines,.
En 2012, elle lance la Radio Yemen Times, une station de radio FM, qui devient la première plateforme d'expression publique gratuite du pays, radiodiffusant dix heures par jour, en alternative aux médias d'État.
Nadia Al-Sakkaf est nommée ministre de l'Information par le Premier ministre Khaled Bahah en 2014,. Le 20 janvier 2015, lorsque les combattants Houthis prennent d'assaut la capitale et le contrôle de tous les médias, elle annonce la nouvelle sur Twitter. Elle dira plus tard : « Je me sentais plus journaliste que ministre de l'Information. Je n'ai pas eu peur sur le moment, mais j'ai par la suite réalisé les implications. Mon nom est partout. J'ai eu plus de 20 000 nouveaux followers sur Twitter en une seule journée ». En mai 2015, elle s'exile pour Riyad, comme membre du gouvernement désirant le retour le président Abdrabbuh Mansour Hadi. Depuis 2016, elle étudie au Royaume-Uni, et continue d'investir dans le conseil d'administration du Yemen Times, et d'écrire sur la situation au Yémen,,.
Elle est aussi la directrice du Yemen 21 Forum, une ONG de développement basée à Sanaa.

## Distinctions
- 2006 : Gébrane Tuéni Award, décerné par l'Association mondiale des journaux et des éditeurs de presse et le An-Nahar Newspaper de Beyrouth[4]
- 2013 : Oslo Business for Peace Award, un prix choisi par les lauréats du Prix Nobel d'Économie et de la Paix et donné à des chefs de file du secteur privé qui ont « démontré des transformations et des changements positifs à travers des pratiques commerciales éthiques »[9],[15],[16]
- 2013 : membre des 100 Women de la BBC[17]

## Publications
- (en) Nadia Al-Sakkaf, « Yemen’s Women and the Quest for Change: Political Participation after the Arab Revolution », Friedrich Ebert Stiftung, octobre 2012

## Vie personnelle
Nadia al-Sakkaf est mariée à un Jordanien, avec qui elle a deux enfants.